# Placca del Capricorno

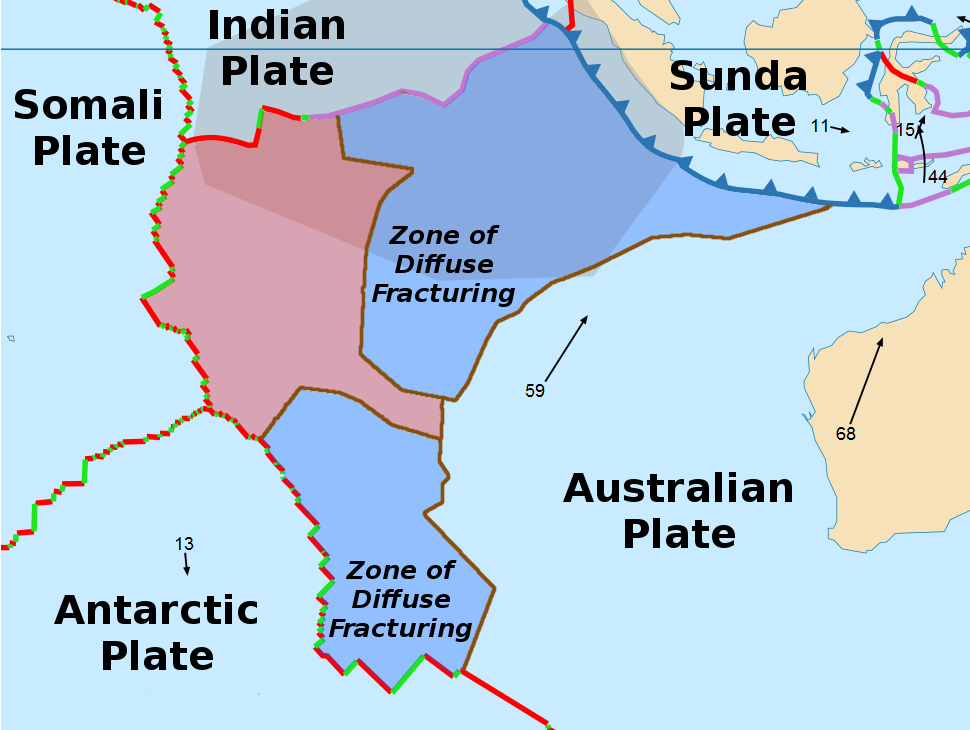
Figura 1 - La placca del Capricorno

La placca del Capricorno è una placca tettonica la cui esistenza è stata per ora solo teorizzata, localizzata nell'Oceano Indiano, negli emisferi meridionale e orientale. La teoria della tettonica delle placche originariamente proposta ed accettata dalla comunità scientifica negli anni sessanta, assumeva che ogni placca si comportasse come un corpo rigido e che i relativi margini fossero stretti e distinti. Tuttavia, ricerche effettuate negli ultimi anni del ventesimo secolo e nei primi del ventunesimo hanno evidenziato come alcune giunzioni tra le placche si estendano per decine o anche centinaia di chilometri.
Placca del Capricorno è il nome dato al frammento di crosta oceanica relativamente rigido situato lungo il bordo occidentale della placca indo-australiana, ormai considerata divisa in placca indiana, placca australiana e, appunto, la proposta placca del Capricorno. Recenti studi suggeriscono che quest'ultima, che, come detto, era una volta unita alle placche indiana ed australiana a formare la placca indo-australiana, abbia cominciato a separarsi da loro tra i 18 e gli 8 milioni di anni fa lungo un largo, esteso margine e che sia attualmente in un primo stadio di formazione.

## Margini
I margini proposti della placca, che si ritiene si stia muovendo verso nord-est alla velocità di 59 mm/anno, sono costituiti, a ovest dalla parte meridionale della dorsale medio-indiana e dalla parte settentrionale della dorsale indiana sudorientale e a est, dove è presente il margine esteso, o dalla dorsale Novanta Est o, ancora più a est (come indicato in figura 1), dalla fossa di Giava.